# (22414) Hornschemeier
(22414) Hornschemeier est un astéroïde de la ceinture principale.

## Description
(22414) Hornschemeier est un astéroïde de la ceinture principale. Il fut découvert le 17 octobre 1995 à Kitt Peak par le projet Spacewatch. Il présente une orbite caractérisée par un demi-grand axe de 2,56 UA, une excentricité de 0,16 et une inclinaison de 3,9° par rapport à l'écliptique.

## Étymologie
Cet astéroïde est nommé en l'honneur d'Ann Hornschemeier (1975–).